# Version de l'Union chinoise

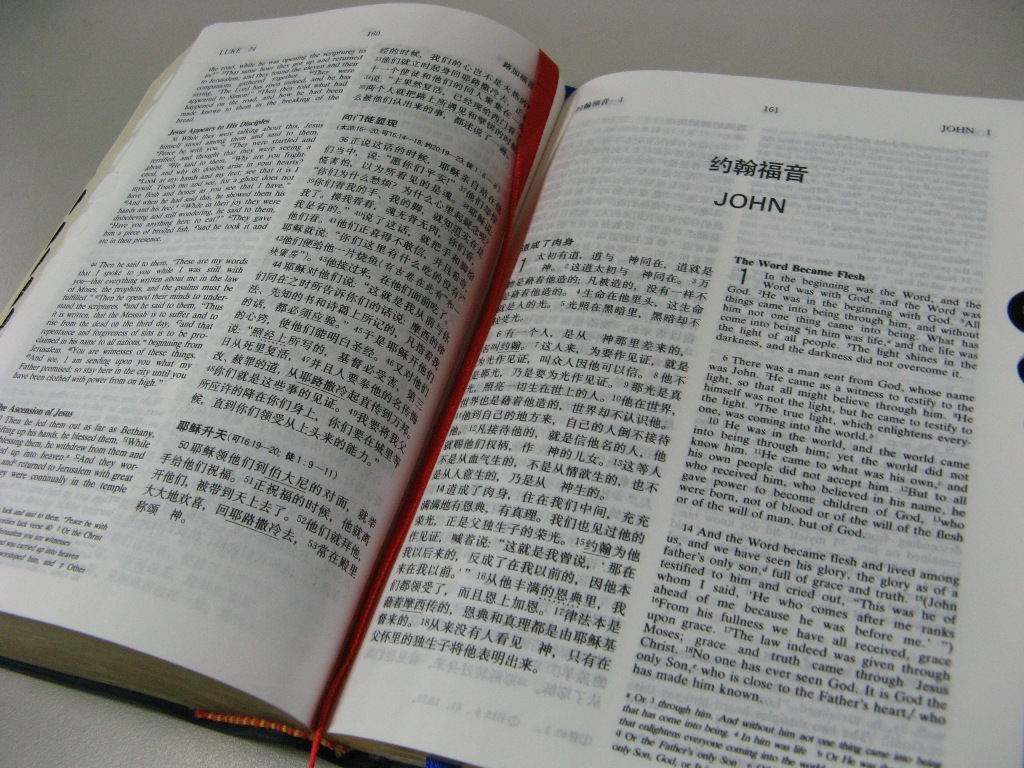
Bible bilingue anglais-chinois : nouvelle version standard révisée et version de l'Union chinoise avec des caractères chinois simplifiés (imprimée par Amity Printing Company.)

La version de l'Union chinoise (en anglais Chinese Union Version, ou CUV) (chinois : 和合本 ; pinyin : héhéběn ; litt. « version harmonisée/unifiée ») est la traduction de la Bible en chinois utilisée par les protestants chinois, publiée pour la première fois en 1919. Une révision de la version de l'Union chinoise, la version révisée de l'Union chinoise (RCUV) (chinois : 和合本修訂版 ; pinyin : héhéběn xiūdìngbǎn), a été terminée en 2006 pour le Nouveau Testament et en 2010 pour l'ensemble de la Bible. C'est la traduction la plus répandue en Chine et son texte est disponible en ligne.
La CUV est disponible en écriture chinoise traditionnelle et en chinois simplifié. Elle est publiée à Hong Kong par la Hong Kong Bible Society, une société biblique affiliée à l'Alliance biblique universelle (ABU), à Taiwan par la Bible Society à Taiwan, également affiliée à l'ABU et en Chine continentale par l'Amity Printing Company, également affiliée à l'ABU et qui dépend de la Fondation Amity liée au Conseil chrétien de Chine. L'Amity Printing Company revendique avoir imprimé 200 millions de Bibles depuis 1987, dont 100 millions entre 2012 et 2019.

## Historique

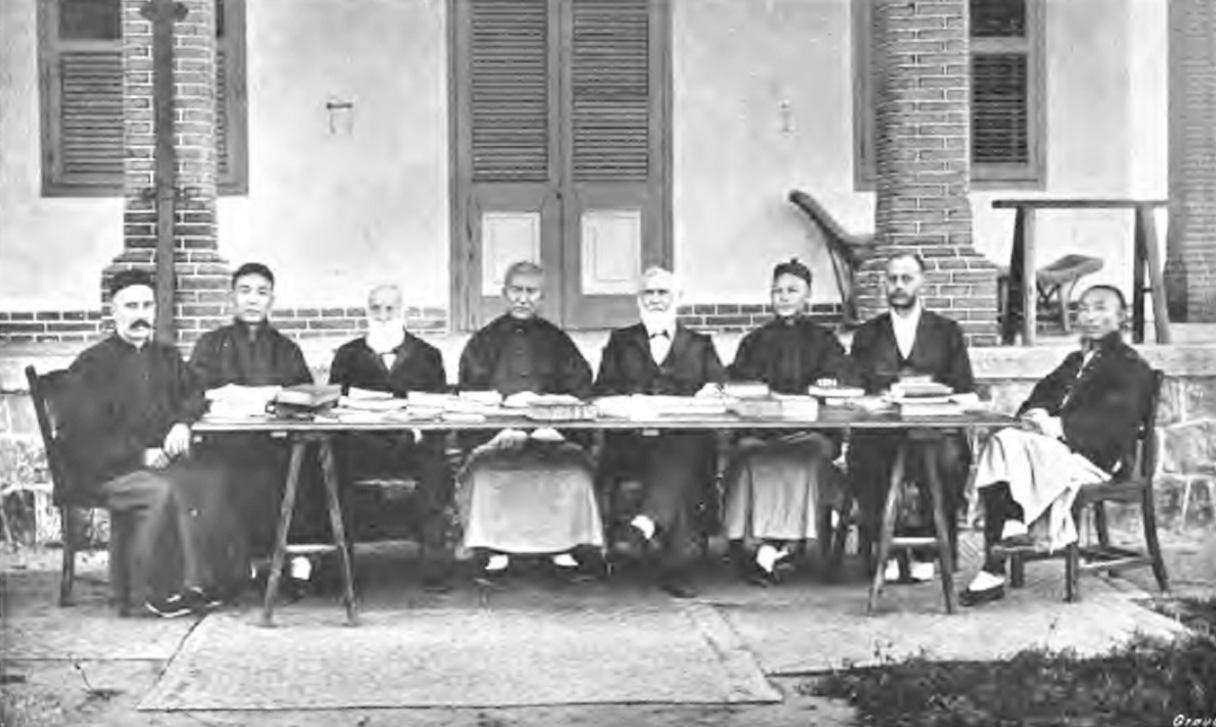
Le comité de traduction de la version de l'Union chinoise en 1906 : Frederick W. Baller, Liu Dacheng, Carrington Goodrich, Zhang Xixin, Calvin Wilson Mateer, Wang Yuande, Spencer Lewis et Li Chunfan.

### Première traduction
La version de l'Union chinoise a été traduite par un panel composé de biblistes venus de nombreuses dénominations protestantes différentes, utilisant la traduction anglaise dite version anglaise révisée comme base et les manuscrits originaux pour la vérification. Les travaux de traduction ont commencé en 1890 et, à l'origine, trois versions étaient prévues : deux versions chinoises classiques et une version en chinois mandarin. À la fin des travaux, en 1919, il est résulté une seule traduction chinoise classique fusionnée et une traduction en mandarin vernaculaire. En 1919, lors le début du Mouvement du 4 mai et du Mouvement pour une nouvelle culture qui l'accompagne, la CUV est le deuxième ouvrage traduit à être publié en chinois mandarin vernaculaire, le premier étant une autre traduction de la Bible, la Bible du Comité de Pékin.

### Révision de la CUV
La version de l'Union chinoise utilisée aujourd'hui est la version vernaculaire en chinois mandarin, publiée en deux éditions légèrement différentes - l'édition Shen (神 版) et l'édition Shang Di (上帝 版) - différant dans la façon dont le mot «Dieu» est traduit. La langue vernaculaire chinoise a beaucoup changé depuis 1919 et la langue de la CUV paraît un peu guindée et archaïque pour les lecteurs modernes. En outre, de nombreux caractères chinois utilisés dans la CUV sont tombés en désuétude et ne figurent plus dans les dictionnaires couramment accessibles aujourd'hui.
Les travaux en vue de la publication d'une révision de la CUV, la version révisée de l'Union chinoise (RCUV), ont commencé au début des années 1980. Son objectif était de mettre à jour la langue de la CUV tout en conservant autant que possible la traduction originale, aboutissant finalement à une mise à jour de 15% du Nouveau Testament et de 20% de l'Ancien Testament. La révision du Nouveau Testament a été achevée en 2006 (新 约 全书 ─ 和合 本 修订 版), et à l'ensemble de la Bible en 2010. Cette version a été consacrée le 27 septembre 2010 à la cathédrale Saint-Jean de Hong Kong.

### Version révisée avec la nouvelle ponctuation
En raison de sa ponctuation à l'ancienne et en partie spécifique, la CUV traditionnelle semble archaïque et quelque peu étrange pour le lecteur moderne. Le résultat de la mise à jour de la ponctuation du CUV conformément à l'usage moderne est la version de l'Union chinoise avec nouvelle ponctuation (CUVNP or CUNP; chinois simplifié : 新标点和合本 ; chinois traditionnel : 新標點和合本 ; pinyin : xīnbiāodiǎn héhéběn), publiée en 1988.
Cette édition avec les caractères chinois écrits horizontalement, imprimée par Amity Printing Company, Nanjing, et publiée par le Conseil chrétien de Chine à Shanghai, est la Bible la plus vendue en Chine actuellement. Certains mots et noms propres (noms de personnes et noms de lieux) ont été modifiés par rapport à la version de 1919 afin de s'adapter à l'usage actuel de la langue chinoise. Une édition bilingue chinois-anglais, la version de l'Union chinoise combinée à la nouvelle version standard révisée, est également publiée par le Conseil chrétien de Chine.

## Difficultés typographiques
Le texte de la version de l'Union chinoise de 1919 était imprimé verticalement de droite à gauche, avec quelques légendes pour les illustrations composées horizontalement de gauche à droite.[réf. nécessaire] Les difficultés typographiques à résoudre étaient les suivantes :
- La CUV utilise une ponctuation à l'ancienne, définissant la plupart des signes de ponctuation comme s'ils étaient des annotations Ruby. Elle utilise le soulignement des noms propres, qui est actuellement standard en chinois, uniquement pour les noms de personnes, et aussi[réf. nécessaire] un signe de ponctuation qui peut être décrit comme un « double nom propre » pour les noms propres géographiques. Ceux-ci sont positionnés à droite et non à gauche comme il est actuellement de règle. Le marquage des titres de livres n'est pas utilisé et, de ce fait il n'y a aucun marquage des titres de livre. Les en-têtes de chapitre et de section sont composés en police de caractères gothique asiatique (en).
- Les numéros de verset sont positionnés sur le côté droit du premier mot de chaque verset en annotation Ruby. Ils sont également répétés dans la marge.
- De nouveaux paragraphes commencent après les en-têtes de chapitre et de section. Dans chaque section, les sauts de paragraphe sont indiqués par le pied-de-mouche chinois traditionnel, un mince cercle de la taille d'un caractère chinois.
- Dans l'édition Shen de la CUV, un espace est ajouté avant chaque mot « Dieu » afin que la pagination entre les éditions Shen et Shang Di soit identique ; cet espace supplémentaire est interprété comme le marqueur honorifique traditionnel.
- Les commentaires et les notes sont intercalées dans le texte sous forme de warichu (en) (impression en petits caractères sur 2 lignes dans l'épaisseur d'une ligne). De plus, un signe de ponctuation ad hoc qui ressemble à un trait de soulignement en pointillés est utilisé pour marquer les mots insérés dans le texte par le traducteur ; comme pour les marques de nom propre, cette marque se trouve sur le côté droit des mots concernés.
- Le positionnement des marques de nom propres à droite provoque des conflits avec les numéros de verset et la plupart des signes de ponctuation. Toutefois, lorsque des conflits se produisent, le nom propre et les signes de ponctuation similaires à l'origine du conflit sont partiellement tronqués pour éviter d'omettre des signes de ponctuation.

### Exemples
- Genèse 1/1-3 : 起初，神创造天地。地是空虚混沌，渊面黑暗；神的灵运行在水面上。神说：“要有光”，就有了光。
- Jean 3/16 : 神爱世人，甚至将他的独生子赐给他们，叫一切信他的，不至灭亡，反得永生。

## Versions en ligne
La CUV est disponible en ligne. Le texte dans les versions en ligne, cependant, est légèrement différent car le système de codage Big5 ne contient pas tous les caractères nécessaires pour composer le texte de la CUV.
Une bible chinoise en ligne est accessible sur bibles.org sur: http://bibles.org/zho-CUNPSS/Gen/1 ou sur bolls.life sur: https://bolls.life/CUV/1/1/ ou sur : http://www.aizhu.com . Le dernier site nommé comprend des liens vers la prononciation.